# 葵蜜柑
葵 蜜柑（あおい みかん、1981年8月9日 - ）は、日本の漫画家。男性。血液型はA型。同人サークル「BBG」としても活動している。

## 経歴・特徴
当初はイラストレーターを目指していた。漫画は素人の状態から始めた、という。競馬のファンで、登場人物の名前を競走馬に因んでつけることが多い。

## 作品リスト

### 成人向け
- 『恋の魔法の唱え方』 2008年8月27日発売[6]、マックス〈ポプリコミックス〉、ISBN 978-4-90349-177-6
  - 恋の魔法の唱え方 SPELL:1 - SPELL:FINAL （COMICポプリクラブ 2008年2月号 - 4月号）
  - 雨宮さんちの家庭事情 home:1 - home:3 （COMICポプリクラブ 2008年5月号 - 7月号）
  - みすていく で でいず （COMICポプリクラブ 2007年12月号）
  - お腹の空いた巫女 （COMICポプリクラブ 2007年11月号）
  - そういう趣味 （COMICポプリクラブ 2007年7月号）
  - えんかうんたー （COMICポプリクラブ 2007年6月号）
  - Threaten it!!! （COMICポプリクラブ 2006年12月号）

単行本未収録作品
- DO ME? （COMICポプリクラブ 2007年2月号）
- LITTLE ASSASSIN （COMICポプリクラブ 2007年9月号）
- うさぎSTAMPING （COMICポプリクラブ 2008年10月号）
- BLACK TASTING TASTE1 - TASTE2 （COMICポプリクラブ 2009年1月号・4月号）

### 一般向け
- 『ライジングハーツ』 日本文芸社〈ニチブンコミックス SH COMICS〉、全2巻
  1. 2011年7月28日発売[7]、ISBN 978-4-53712-771-3
  2. 2012年5月28日発売[8]、ISBN 978-4-53712-890-1
- 『昔々あるところに…ではなくて今、僕の目の前にオニっ娘がいる!』 2013年 - 2014年、日本文芸社〈ニチブンコミックス CH COMICS〉、全2巻
- 『斉藤さん家の妹はとっても無邪気な天使と悪魔!』 日本文芸社〈ニチブンコミックス CH COMICS〉、全2巻
  1. 2015年11月28日発売[9]、ISBN 978-4-53713-370-7
  2. 2016年12月10日発売[10]、ISBN 978-4-53713-521-3
- 『りこっちはギャルのなか』 2018年1月29日発売[11]、日本文芸社〈ニチブンコミックス CH COMICS〉、ISBN 978-4-53713-690-6、全1巻
- 『メリーさんは今宵もツナガリたい』 2020年11月30日発売[12]、日本文芸社〈ニチブンコミックス CH COMICS〉、ISBN 978-4-53714-311-9、全1巻
- 『果て戻る異世界転生～何回やっても幼馴染に辿り着けない～』 日本文芸社〈ニチブンコミックス CH COMICS〉、既刊6巻（2025年8月7日現在）
  1. 2022年5月27日発売[13]、ISBN 978-4-53714-510-6
  2. 2023年5月29日発売[14]、ISBN 978-4-53714-649-3
  3. 2023年11月29日発売[15]、ISBN 978-4-53714-731-5
  4. 2024年6月19日発売[16]、ISBN 978-4-53714-842-8
  5. 2025年1月29日発売[17]、ISBN 978-4-53714-952-4
  6. 2025年8月7日発売[18]、ISBN 978-4-53717-275-1